# ムラーノ
ムラーノ (Murano) は、イタリア北東部ヴェネツィア本島の北東、マラーニ (Marani) 運河に沿って位置する島である。
全体的に都市化されていて、例外はサッカ・サンタ・マッティーア (Sacca S. Mattia) 地区で今でも干拓が続いている。約6000人の住民を擁している。大小の運河で7つの島に分かれているが橋によって繋がっている。重要な記念物は、7世紀に建てられ12世紀に再建されたヴェネト＝ビザンティン様式のサンティ・マリア・エ・ドナート教会 (Ss. Maria e Donato) 、15～16世紀に建てられパオロ・ヴェロネーゼとジョヴァンニ・ベリーニの絵があるサン・ピエトロ・マルティーレ教会などである。
また、ヴェネツィアン・グラスの生産は世界中に有名である。
その他、同名のクロスオーバーSUVの名の由来となっている。

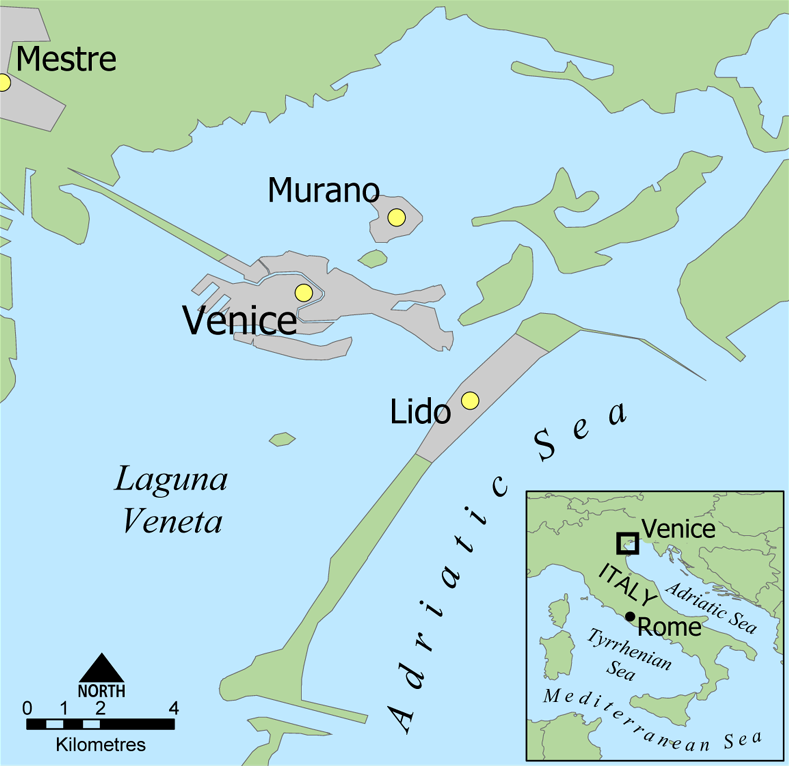
ヴェネタ潟内の位置関係